# La sfinge (Pellizza da Volpedo)
La sfinge è un dipinto di Giuseppe Pellizza da Volpedo del 1887.

## Storia e descrizione
L'opera è firmata e datata in basso a destra "Pellizza / 1887". Sul retro, è presente un'iscrizione autografa della figlia dell'artista: "Nerina Pellizza Del Conte" e le etichette della Galleria Pesaro, Milano e della Galleria Bolzani, Milano.
L'opera è stata esposta nel 1920 a Milano alla Galleria Pesaro, nel 1941 a Milano alla Galleria Bolzani e nel 1983 a Milano al Circolo della Stampa.